# Йоахим Майснер
Йоахим Майснер нім. Joachim Meisner; 25 грудня 1933, Бреслау, Німеччина, нині Польща — 5 липня 2017, Бад-Фюссінг, Німеччина) — німецький богослов, архієпископ і кардинал.

## Життєпис
Навчався у семінарії в Ерфурті, що на той час входив до Німецької Демократичної Республіки.
Висвячений на священика 22 грудня 1962 року. Від 17 березня 1975 року — єпископ-помічник апостольської адміністрації Ерфурт-Майнінген і титулярний єпископ Віни. 17 травня цього ж року отримав єпископську хіротонію. 22 квітня 1980 року Папа Іван Павло II призначив Йоахима Майснера єпископом Берліна і підвищив його до кардинальської гідності на консисторії 2 лютого 1983 року, номінуючи його кардиналом-пресвітером Санта Пуденціана.
20 грудня 1988 року, після смерті кардинала Йозефа Геффнера, Майснер був призначений архієпископом Кельна. Він був одним із кардиналів, які брали участь у конклаві 2005 року, який обрав Папу Римського Бенедикта XVI і конклаві 2013 року, який обрав Папу Франциска.
28 лютого 2014 року Папа Франциск прийняв його відставку з керівництва Кельнською архидієцезією.
Помер 5 липня 2017 року в Бад-Фюссінг.